# زياكا أنجيليكي
الأستاذة زياكا أنجليكي هي باحثة أكاديمية مُتخصصة في الدراسات الإسلامية وخبرتها في الدراسات البيزنطية [الإنجليزية] والدراسات الإباضية [الإنجليزية] والدراسات الشيعية؛ وترى أن هذين الفرعين أقل تطرفًا في مفهومهم من الدراسات السنية، وتحديدًا السلفية، لذلك ركّزت عليهما.

## الدراسات
وُلدت أنجليكي زياكا في سالونيك ودرست في كلية اللاهوت بجامعة أرسطو في سالونيك. حصلت على درجة الدكتوراه من جامعة مارك بلوخ [الإنجليزية] في ستراسبورغ عام 2002 بعنوان البحث اليوناني المعاصر والإسلامي. كما درست أنجليكي زياكا في معهد الدراسات العربية والإسلامية في روما، وقسم التاريخ في الجامعة الملكية في عمّان، وأجرت أبحاثًا في إيران وعُمان منذ عام 2006. تشمل اهتماماتها التأريخ الإسلامي المبكر والعصور الوسطى وعلم الكلام؛ والأدب البيزنطي وما بعد البيزنطي عن الإسلام؛ والسرديات التاريخية الدينية وإعادة صياغة الهويات الإسلامية من خلال الخطاب الديني والواقع السياسي في الشرق الأوسط، والحوار بين الأديان والتعليم الديني في البيئات والمؤسسات الدينية والعلمانية.

## الحياة المهنية
أنجيليكي زياكا هي أستاذة مشاركة يونانية في الدين، في كلية اللاهوت والرئيسة العلمية لبرنامج البكالوريوس الجديد للدراسات الإسلامية في كلية اللاهوت في جامعة أرسطو في سالونيك. كما كانت أنجيليكي زياكا أستاذة زائرة في كليات العلوم السياسية والتعليم بجامعة أرسطو في سالونيك. كانت الأستاذة أنجيليكي زياكا زميلة في مركز جامعة لايدن لدراسة الإسلام والمجتمع في عام 2014 وزميلة في معهد الشرق الأوسط بجامعة كولومبيا في نيويورك في عام 2017 م. وهي عضو في الوفد اليوناني لدى التحالف الدولي لإحياء ذكرى الهولوكوست [الإنجليزية]. تنتمي أنجليكي زياكا إلى اللجنة العلمية للمؤتمر الدولي للدراسات الإباضية.

## الأعمال الرئيسة
- زياكا، أنجليكي، البحث اليوناني المعاصر والإسلام (ستراسبورغ 2002/ ليل، 2004).
- زياكا، أنجليكي، الإسلام الشيعي. الأبعاد الاجتماعية والسياسية في الشرق الأوسط (سالونيك، 2004، باللغة اليونانية).
- زياكا، أنجيليكي، بين الجدل والحوار: الأدب البيزنطي وما بعد البيزنطي واليوناني المعاصر حول الإسلام (سالونيك 2010، باللغة اليونانية).
- زياكا، أنجيليكي، حوار: لقاء المسيحية مع الإسلام (سالونيك 2010، باللغة اليونانية).
- زياكا، أنجليكي، الحركات المسيحية والأبوقية الإسلامية المبكرة: المهدي المخلص الأخروي (سالونيك 2011، باللغة اليونانية).
- زياكا، أنجيليكي، في الإباضية (هيلدسهايم/نيويورك، 2014).
- زياكا، أنجليكي، كلام واتجاهات الفكر الإسلامي (سالونيك 2016، باللغة اليونانية).

## أوراق ومحاضرات متعلقة بالإباضية
- زياكا، أنجليكي: (2013) وجهة نظر جنوب شرق أوروبا [حول عُمان والإباضية]. في: هوفمان-روف والسالمي (المحرران) 2013أ، ص481-491. *
- زياكا، أنجليكي: (2013) أصول الفقه في المذهب الإباضي. مقارنة بين أبي سعيد الكظمي وابن بركة. محاضرة ألقيت في المؤتمر الدولي: فقه الإباضية. الشريعة الإباضيه في العصر ما بعد الرستميين.
- زياكا، أنجيليكي: (2014) [سلسلة محاضرات لمركز الدراسات الإسلامية بجامعة ليدن (LUCIS)، 3، 7، 24، 28 نوفمبر 2014].
- زياكا، أنجليكي: (2014) الأعمال اللاهوتية الإباضي المبكرة كمصدر تاريخي . محاضرة ألقيت في المؤتمر الدولي: رؤى اليوم حول التاريخ الإباضي والمصادر التاريخية
- زياكا، أنجليكي: (2015) إعادة تعريف الهوية الإباضي من خلال الخطاب الديني في عصر النهضة . محاضرة ألقيت في: المؤتمر الدولي: المؤتمر السادس حول الإباضية وعمان.

## روابط خارجية
- الصفحة الأكاديمية الشخصية